# Distillation azéotropique

Matériel de distillation azéotropique.

En chimie, la distillation azéotropique est un ensemble de techniques employées pour casser un azéotrope pour la distillation.  En génie chimique, la distillation azéotropique consiste habituellement à ajouter un autre composant, pour produire un nouvel azéotrope hétérogène à basse température d’ébullition, comme l'exemple ci-dessous avec l'addition de benzène à un mélange d’eau et d'éthanol.

## Techniques
Une distillation azéotropique courante est celle de la solution eau - éthanol. Avec les méthodes de distillation habituelles, l’éthanol ne peut être purifié qu’à 96 % environ (d’où la concentration de 96 % de l'alcool disponible dans le commerce) du fait de la présence d'un azéotrope du mélange eau/éthanol à cette concentration (sous la pression atmosphérique). Une fois arrivé à la proportion de 96 % d’éthanol - 4 % d’eau, le gaz issu de l’ébullition a la même composition. Par conséquent, la distillation n’a plus aucun effet. Certaines utilisations demandent un degré de pureté de l’alcool plus important, comme l’usage comme additif dans le gazole. L’azéotrope doit donc être « brisé » pour obtenir un meilleur raffinement. 
Une des méthodes, la distillation extractive, consiste à ajouter un agent de séparation. L’ajout de benzène à la solution change les interactions moléculaires et élimine (« brise ») l’azéotrope. L’inconvénient est qu’une autre séparation sera nécessaire pour éliminer le benzène.
Une autre méthode, la distillation par balancement de pression, s’appuie sur le fait que l’azéotropie dépend de la pression. Elle utilise aussi le fait que l’azéotropie n’est pas une concentration au-delà de laquelle on ne peut plus distiller, mais un point où les coefficients d’activité se croisent. Si le point azéotropique est « sauté », la distillation peut continuer, excepté qu’on extraira l’eau de l’éthanol au lieu de faire l’inverse, puisqu’on aura dépassé le point de croisement des coefficients d’activité. Pour « sauter » le point azéotropique, on peut le déplacer par une modification de pression. On peut le rendre plus proche de 100 % de concentration, par exemple 97 %. Il est alors possible de distiller l’éthanol jusqu’à 96,5 %. On envoie ensuite la solution dans une colonne de distillation de pression différente, qui fera revenir le point azéotropique à 96 %. On a maintenant dépassé l’azéotrope, on n’est donc plus bloqué dans la distillation. 
Pour la distillation d’éthanol destiné à être ajouté au gazole, la méthode la plus utilisée est la pervaporation. Une fois distillé à 96 %, l’éthanol est passé à travers un filtre moléculaire qui retient l’eau. Une fois que la solution a dépassé les 96 % de concentration, la distillation se poursuit. Le filtre est chauffé pour en éliminer l’eau et est réutilisé.